# Questrecques
Questrecques là một xã trong tại tỉnh Pas-de-Calais trong vùng Hauts-de-France của Pháp.

## Địa lý
Questrecques có cự ly 7 dặm (11 km) về phía đông nam Boulogne, tại giao lộ của các tuyến đường D238 và D239, bên bờ sông Liane.

## Dân số
| 1962                                                | 1968 | 1975 | 1982 | 1990 | 1999 | 2006 |
| --------------------------------------------------- | ---- | ---- | ---- | ---- | ---- | ---- |
| 171                                                 | 187  | 193  | 181  | 258  | 354  | 360  |
| Số liệu thống kê từ năm 1962: Dân số chỉ tính 1 lần |      |      |      |      |      |      |

## Địa điểm nổi bật
- Nhà thờ St.Martin, thế kỷ 15.
- Manorhouses and farmhouses thế kỷ 16.